# Eupithecia angustiarum
Eupithecia angustiarum es una especie de polilla de la familia Geometridae. La especie fue descrita por primera vez por Martin Krüger habiendo sido descrita en 2000, con distribución en Sudáfrica y Lesoto. El holotipo de la especie fue hayada en 1990 por Krüger en los alrededores de una montaña de gran altura conocida en Lesoto como Khalo La Lithunya o el pase de armas (del inglés "pass of guns"). Otros especímenes fueron hallados en la misma expedición en montes vecinos, incluyendo el cerro Mahlasela (del inglés, Mahlasela Hill Pass), y luego en 1997 en el Complejo turístico Maloti Ski Chalet.